# クヴェトスラヴァ・イェリオヴァ
クヴェトスラヴァ・イェリオヴァ（Květoslava Jeriová-Pecková、1956年10月10日 - ）は、チェコ、Zálesní Lhota出身の元クロスカントリースキー選手。1980年代にチェコスロバキア代表として国際大会で活躍した。
ボート競技選手のズデニェク・ペツカは夫。

## プロフィール
1980年レークプラシッドオリンピック5kmで銅メダルを獲得、4×5kmリレー4位、10km9位となった。1981年のホルメンコーレンスキー大会5km優勝。
1981-1982シーズンのクロスカントリースキー・ワールドカップでは3勝をあげて総合3位、1982年ノルディックスキー世界選手権では10km銅メダル、5km、4×5kmリレーともに5位となった。
1982-1983シーズンもワールドカップ3勝をあげ、総合も2シーズン連続の3位となった。
1984年サラエボオリンピック5kmで2大会連続の銅メダルを獲得、4×5kmリレー銀メダル、10km10位、20km12位となった。
このシーズン限りで現役引退、ワールドカップ通算8勝（2位0回、3位2回）。